# Sistem podataka barkod života
Sistem podataka barkod života (engl. Barcode of Life Data System, obično poznat kao BOLD ili BOLDSystems) mrežna je platforma posebno posvećena DNK barkodiranju. Reč je o platformi za pohranu i analizu podataka koja se temelji na oblaku razvijenoj u Centru za biološku raznolikost u Kanadi. Sastoji se od četiri glavna modula, portala podataka, obrazovnog portala, registra BIN-ova (pretpostavljenih vrsta) i radnog okruženja za prikupljanje i analizu podataka koje pruža mrežnu platformu za analizu sekvenci DNK. Od svog pokretanja 2005. godine, BOLD je proširen kako bi pružio niz funkcionalnosti, uključujući organizaciju podataka, proveru valjanosti, vizualizaciju i objavljivanje. Najnovija verzija sistema, verzija 4, pokrenuta 2017. godine, donosi niz poboljšanja koja podržavaju prikupljanje i analizu podataka, ali takođe uključuje nove funkcionalnosti koje poboljšavaju širenje podataka, citiranje i anotaciju. Pre 16. novembra 2020, BOLD je već sadržavao barkodove sekvenci za 318.105 formalno opisanih vrsta koje pokrivaju životinje, biljke, gljive, protiste (sa ~ 8,9 miliona primeraka).

## Spoljašnje veze
- Zvanični veb-sajt